# Diplazium lomariaceum
Diplazium lomariaceum là một loài thực vật có mạch trong họ Woodsiaceae. Loài này được (C. Chr.) M.G. Price miêu tả khoa học đầu tiên năm 1983.